# Ruth Corset
Ruth Corset (Wewak, 9 de maig de 1977) és una ciclista australiana professional del 2010 al 2013. S'ha proclamat campiona nacional en ruta el 2010.

## Palmarès
- 2008
  - 1a a la White Spot / Delta Road Race i vencedora d'una etapa
- 2009
  - 1a al Tour de Perth i vencedora de 3 etapes
  - Vencedora d'una etapa a la Ruta de França
- 2010
  -  Campiona d'Austràlia en ruta
  - Vencedora d'una etapa al Tour de l'Ardecha
- 2013
  - 1a al National Capital Tour i vencedora d'una etapa
- 2014
  - Vencedora d'una etapa al National Capital Tour
- 2015
  - 1a al National Capital Tour i vencedora d'una etapa
- 2023
  -  Campiona d'Austràlia en ruta[2]